# Chœur de Radio France
Der Chœur de Radio France ist der 1947 gegründete Rundfunkchor von Radio France mit Sitz in der Maison de la Radio in Paris. Dem gemischten Chor unter der derzeitigen Leitung von Martina Batič gehören ca. 120 Sänger an. Eine enge Kooperation besteht mit den drei anderen Klangkörpern von Radio France: dem Orchestre National de France, dem Orchestre Philharmonique de Radio France und der Maîtrise de Radio France. Ferner arbeitete er u. a. mit den Dirigenten Yvonne Gouverné, Jean Gitton, Jean-Paul Kreder und Stéphane Caillat zusammen. Der Chor ist Arte-Partner bei Arte Concert und wirkte an zahlreichen Tonträgern mit. Im Jahr 1985 gewann der Chor für die Aufnahme von Bizets Carmen den Grammy Award in der Kategorie Best Opera Recording.

## Chorleiter
- 1947–1966: René Alix
- 1967–1975: Marcel Couraud
- 1977–1986: Jacques Jouineau
- 1986–1991: Michel Tranchant
- 1991–2000: François Polgár
- 2001–2004: Philip White
- 2006–2014: Matthias Brauer
- 2014–2018: Sofi Jeannin
- 2018–2022: Martina Batič
- seit 2022: Lionel Sow